# Праксеологія

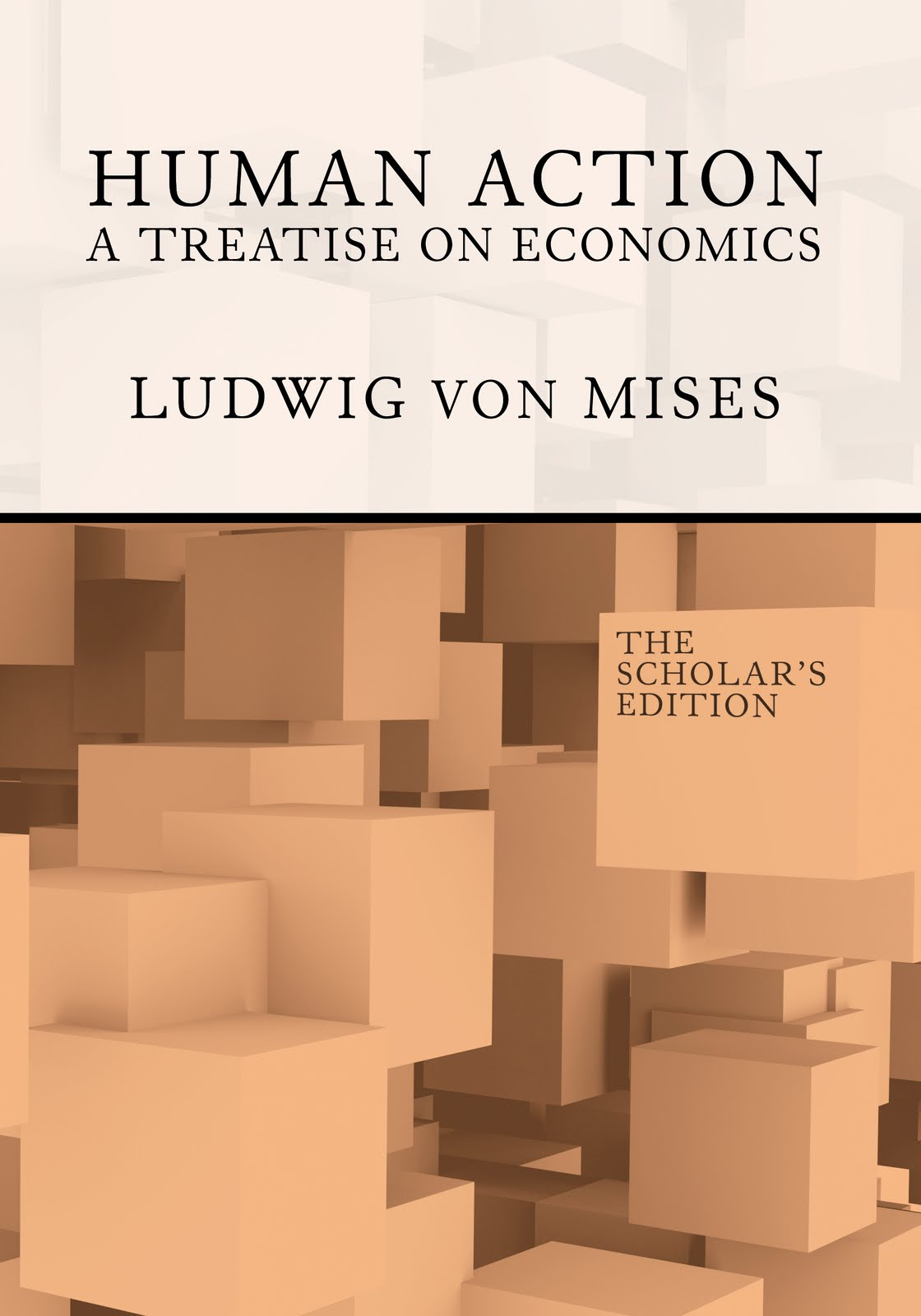
Обкладинка "Людської діяльності" Людвіга фон Мізеса - фундаментальної праці з праксеології.

Праксеологія та праксіологія (від грец. πράξις — дія та грец. λογία} — мова, вчення) — галузь досліджень, що вивчає людську діяльність, зокрема в аспекті її ефективності. 
Термін вперше використав у 1890 році французький соціологі і філософ Альфред Еспінас.  
Розвиток праксеології пов'язаний із австрійською школою економіки і, особливо, роботами Людвіга фон Мізеса. Основна робота Людвіга фон Мізеса має назву «Людська діяльність: Трактат з економічної теорії» («Human Action: A Treatise on Economics»), 1949 р., США. Завдяки цій фундаментальній праці найбільш розробленим розділом праксеології є економічна теорія в її «австрійському» варіанті. 
Праксеологія інтенсивно розвивалася у Польщі завдяки зусиллям Тадеуша Котарбіньського. 
В Україні праксеологією займався Євген Слуцький.
Однією з величезних переваг праксеології є те, що вона висвітлює не лише динамічну, цілеспрямовану та спекулятивну природу економіки, а й економічну природу всіх людських дій. Наприклад, це дозволяє нам проаналізувати всі інституції, включаючи державу, з економічної точки зору та визначити, чи створюють вони цінність чи ні.

## Виникнення та етимологія
Виникнення терміна "праксеологія" часто приписують Луї Бурдо (фр. Louis Bourdeau) (1824-1900) - французькому соціологу і філософу, автору класифікації наук, який у праці "Теорія наук: загальний план наук" (Théorie des sciences: Plan de Science intégrale) 1882 р. зазначає:
Через їх подвійну природу спеціальності та загальності ці функції мають бути предметом окремої науки. Деякі його частини вивчаються давно, тому що саме цей вид досліджень, основним предметом якого могла б бути людина, завжди викликав найбільший інтерес. Фізіологія, гігієна, медицина, психологія, історія тварин, історія людства, політична економія, мораль і т. д. представляють собою фрагменти науки, яку ми б хотіли заснувати, але як фрагменти, розрізнені й неузгоджені, залишилися дотепер лише частинами окремих наук. Їх потрібно з’єднати і зробити цілим, щоб підкреслити порядок цілого та його єдність. Тепер у вас є наука, поки що безіменна, яку ми пропонуємо називати праксеологією (від πραξις — дія) або, посилаючись на вплив середовища, мезологією (від μεσος — середовище). 
Однак цей термін був використаний принаймні один раз раніше (з невеликою різницею у написанні), у 1608 році, Клеменсом Тимплером у його Philosophiae Practicae systema methodicum.

Людвіг фон Мізес про виникнення праксеології: 
З політичної економії класичної школи виникла загальна теорія людської діяльності — праксеологія.

## Структура праксеології
Людвіг фон Мізес розглядав економічну теорію як суб-дисципліну праксеології.
У 1951 р. Мюррей Ротбард  виділив підрозділи праксеології наступним чином:
A. Теорія ізольованого індивідуума (Економіка Робінзона Крузо, англ. Crusoe Economics)
B. Теорія добровільного міжособистого обміну, каталактика (Catallactics, or the Economics of the Market)
1. Бартер
2. За допомогою засобів обміну
a. На вільному ринку (On the Unhampered Market)
b. Ефекти від насильницького втручання у ринок (Effects of Violent Intervention with the Market)
c. Ефекти насильницького скасування ринку (соціалізм) (Effects of Violent Abolition of the Market)
C. Теорія війни - ворожа діяльність (The Theory of War – Hostile Action)
D. Теорія ігор (Джон фон Нейман, Оскар Морґенштерн)
E. Невідомі.
У теперішній час теми C, D та E залишаються відкритими дослідницькими проблемами.

## Людвіг фон Мізес про праксеологію
|                                                          | Теорію каталактики необхідно вибудувати на твердому фундаменті загальної теорії людської діяльності - праксеології. |
| — Людська діяльність: трактат з економічній теорії, 1949 | |

|                                                          | Вивчення власне економічних проблем не може не починатися з дослідження акту вибору; економічна теорія стала частиною, й яка на сьогоднішній день є найбільш розробленою, більш універсальної науки праксеології. |
| — Людська діяльність: трактат з економічній теорії, 1949 | |